# Mischocyttarus tertius
Mischocyttarus tertius är en getingart som beskrevs av Richards 1978. Mischocyttarus tertius ingår i släktet Mischocyttarus och familjen getingar. Inga underarter finns listade i Catalogue of Life.